# Danh sách đĩa nhạc của Lee Tae-min
 Các đĩa hát của Lee Tae-min (thường được ghi là Taemin), bao gồm ba album phòng thu, năm bản mở rộng, mười ba đĩa đơn.
Taemin đã phát hành album mở rộng đầu tiên của mình, mang tên Ace vào ngày 18 tháng 8 năm 2014, cùng với ca khúc chủ đề "Danger". Vào ngày 23 tháng 2 năm 2016, anh đã phát hành album phòng thu đầu tiên của mình, mang tên Press It, với ca khúc chủ đề "Press Your Number". Đó là album số một trên bảng xếp hạng Hanteo và Synnara trong tuần đầu tiên, ngoài việc bán được hơn 76.000 bản trong tháng đầu tiên tại Hàn Quốc. "Press Your Number" ra mắt ở vị trí 79 trên Hot 100 Nhật Bản, bài hát đầu tiên của Taemin xuất hiện trên bảng xếp hạng. Vào ngày 27 tháng 7 năm 2016, đã phát hành mini album tiếng Nhật đầu tiên của mình, mang tên Sayonara Hitori, bao gồm 4 bài hát mới và "Press Your Number" (Phiên bản tiếng Nhật). Album đã bán được hơn 38.000 bản trong ngày đầu tiên phát hành và chiếm vị trí thứ ba trên bảng xếp hạng album hàng ngày tại Nhật Bản. Phát hành mini album tiếng Nhật thứ hai của mình, mang tên "Flame Of Love", vào ngày 18 tháng 7 năm 2017. Sau khi phát hành, album ngay lập tức được xếp hạng số 1 trên bảng xếp hạng album hàng ngày của Nhật Bản, bán được hơn 45.000 bản. Taemin đã phát hành album phòng thu thứ hai của mình, Move, vào ngày 16 tháng 10 năm 2017. Vào ngày 10 tháng 11, anh đã phát hành bài hát "Thirsty (OFF-SICK Concert Ver.") Cho dự án Station. Vào ngày 10 tháng 12 năm 2017, Taemin đã phát hành album Move-ing với ca khúc chủ đề "과 (Day and Night)".
Album phòng thu tiếng Nhật đầu tiên của anh ấy có tên Taemin, được phát vào ngày 5 tháng 11 năm 2018, với bản phát hành vào ngày 28 tháng 11 cùng năm. Để quảng bá album, ba đĩa đơn đã được phát hành: "Eclipse", "Mars" và "Under My Skin". Taemin đã phát hành album thứ hai của mình bằng tiếng Hàn (và thứ tư trong tổng số), mang tên Want, vào ngày 11 tháng 2 năm 2019. Vào ngày 4 tháng 8 năm 2019, EP thứ ba được phát hành bằng tiếng Nhật (tổng cộng thứ năm), mang tên Famous. Phiên bản vật lý của EP được phát hành vài ngày sau đó, vào ngày 28 tháng 8, bán được hơn 41.000 bản trong ngày bán đầu tiên.

## Album

### Album phòng thu
| Tiêu đề                                                                                     | Chi tiết album | Thứ hạng cao nhất | Thứ hạng cao nhất | Thứ hạng cao nhất | Thứ hạng cao nhất | Thứ hạng cao nhất | Thứ hạng cao nhất | Thứ hạng cao nhất | Doanh số                               |
| Tiêu đề                                                                                     | Chi tiết album | HQ                | CHN               | NB                | NB Hot            | Mỹ Heat           | Mỹ Indie          | Mỹ World          | Doanh số                               |
| ------------------------------------------------------------------------------------------- | --- | ----------------- | ----------------- | ----------------- | ----------------- | ----------------- | ----------------- | ----------------- | -------------------------------------- |
| Press It                                                                                    | - Phát hành: ngày 23 tháng 2 năm 2016 (KOR) - Nhãn: SM Entertainment - Các định dạng: CD, Tải xuống kỹ thuật số                          | 1                 | 1                 | số 8              | 16                | 7                 | 31                | 2                 | - HQ: 116,232 - NB: 2,682              |
| Move                                                                                        | - Phát hành: ngày 16 tháng 10 năm 2017 (KOR) - Nhãn: SM Entertainment - Các định dạng: CD, Tải xuống kỹ thuật số                         | 2                 | -                 | 11                | 12                | -                 | -                 | 3                 | - HQ: 115.286 - NB: 15.813             |
| Taemin                                                                                      | - Phát hành: ngày 28 tháng 11 năm 2018 (JPN) - Nhãn: EMI Records Japan, Universal Music Japan - Các định dạng: CD, Tải xuống kỹ thuật số | -                 | -                 | 2                 | 2                 | -                 | -                 | -                 | - NB: 63,871 (Phy.) - NB: 3.058 (Dig.) |
| "-" biểu thị các bản phát hành không có biểu đồ hoặc không được phát hành trong khu vực đó. | |                   |                   |                   |                   |                   |                   |                   |                                        |

### Phát hành lại
| Tiêu đề | Chi tiết album                                                                                                   | Thứ hạng cao nhất | Thứ hạng cao nhất | Thứ hạng cao nhất | Doanh số     |
| Tiêu đề | Chi tiết album                                                                                                   | HQ                | NB Hot            | Mỹ World          | Doanh số     |
| ------- | --- | ----------------- | ----------------- | ----------------- | ------------ |
| Move    | - Phát hành: ngày 10 tháng 12 năm 2017 (KOR) - Nhãn: SM Entertainment - Các định dạng: CD, tải xuống kỹ thuật số | 3                 | 59                | 11                | - HQ: 48.378 |

## Mini-album
| Tiêu đề                                                                                     | Chi tiết | Thứ hạng cao nhất | Thứ hạng cao nhất | Thứ hạng cao nhất | Thứ hạng cao nhất | Thứ hạng cao nhất | Thứ hạng cao nhất | Thứ hạng cao nhất | Thứ hạng cao nhất | Thứ hạng cao nhất | Doanh số                                                   |
| Tiêu đề                                                                                     | Chi tiết | HQ                | FRA Dig.          | NB                | NB Hot            | TW                | Anh Dig.          | Mỹ Heat           | Mỹ Indie          | Mỹ World          | Doanh số                                                   |
| ------------------------------------------------------------------------------------------- | --- | ----------------- | ----------------- | ----------------- | ----------------- | ----------------- | ----------------- | ----------------- | ----------------- | ----------------- | ---------------------------------------------------------- |
| Ace                                                                                         | - Phát hành: ngày 18 tháng 8 năm 2014 (KOR) - Nhãn: SM Entertainment - Các định dạng: CD, tải xuống kỹ thuật số                         | 1                 | -                 | 13                | -                 | 14                | -                 | 20                | -                 | 2                 | - HQ: 97,438                                               |
| Sayonara Hitori                                                                             | - Phát hành: ngày 27 tháng 7 năm 2016 (JPN) - Nhãn: EMI Records Japan, Universal Music Japan - Các định dạng: CD, Tải xuống kỹ thuật số | -                 | -                 | 3                 | 3                 | -                 | -                 | -                 | -                 | -                 | - NB: 49.190                                               |
| Flame of Love                                                                               | - Phát hành: ngày 18 tháng 7 năm 2017 (JPN) - Nhãn: EMI Records Japan, Universal Music Japan - Các định dạng: CD, tải xuống kỹ thuật số | -                 | -                 | 2                 | 2                 | 1                 | -                 | -                 | -                 | -                 | - NB: 51,752                                               |
| Want                                                                                        | - Phát hành: ngày 11 tháng 2 năm 2019 (KOR) - Nhãn: SM Entertainment - Các định dạng: CD, tải xuống kỹ thuật số, SMC                    | 1                 | 45                | 15                | 11                | -                 | 59                | 5                 | 17                | 4                 | - HQ: 122.910 - CHN: 20.307 - NB: 4.943 (Phy.) - Mỹ: 1.000 |
| Famous                                                                                      | - Phát hành: ngày 4 tháng 8 năm 2019 (JPN) - Nhãn: EMI Records Japan, Universal Music Japan - Các định dạng: CD, tải xuống kỹ thuật số  | -                 | -                 | 1                 | 3                 | -                 | -                 | -                 | -                 | -                 | - NB: 50,524 (Phy.) - NB: 3.922 (Dig.)                     |
| "-" biểu thị các bản phát hành không có biểu đồ hoặc không được phát hành trong khu vực đó. | |                   |                   |                   |                   |                   |                   |                   |                   |                   |                                                            |

## Đĩa đơn

### Với tư cách ca sĩ chính
| Tiêu đề                                                                                     | Năm  | Thứ hạng cao nhất | Thứ hạng cao nhất | Thứ hạng cao nhất | Thứ hạng cao nhất | Thứ hạng cao nhất | Doanh số      | Album             |
| Tiêu đề                                                                                     | Năm  | HQ                | HQ Hot            | NB Hot            | NB Dig            | Mỹ World          | Doanh số      | Album             |
| ------------------------------------------------------------------------------------------- | ---- | ----------------- | ----------------- | ----------------- | ----------------- | ----------------- | ------------- | ----------------- |
| "Danger" (괴도)                                                                             | 2014 | 5                 | -                 | -                 | -                 | 4                 | - HQ: 209.281 | Ace               |
| "Drip Drop"                                                                                 | 2016 | 44                | -                 | -                 | -                 | 4                 | - HQ: 70.626  | Press It          |
| "Press Your Number"                                                                         | 2016 | 15                | -                 | 79                | -                 | 3                 | - HQ: 152.210 | Press It          |
| "Sayonara Hitori" (さよならひとり; Solitary Goodbye)                                        | 2016 | 121               | -                 | 39                | -                 | 14                | - HQ: 24.426  | Sayonara Hitori   |
| "Ngọn lửa tình yêu"                                                                         | 2017 | -                 | -                 | 60                | -                 | -                 | —             | Ngọn lửa tình yêu |
| "Move"                                                                                      | 2017 | 12                | 26                | -                 | -                 | 4                 | - HQ: 194,526 | Move              |
| "Thirsty" (OFF-SICK Concert ver.)                                                           | 2017 | -                 | -                 | -                 | -                 | 23                | —             | Non-album release |
| "Day and Night" (낮과 밤)                                                                   | 2017 | 11                | 64                | -                 | -                 | -                 | - HQ: 54.248  | Move              |
| "Eclipse"                                                                                   | 2018 | -                 | -                 | 27                | 9                 | -                 | —             | Taemin            |
| "Sao hỏa"                                                                                   | 2018 | -                 | -                 | 44                | 14                | -                 | - NB: 7,485   | Taemin            |
| "Under My Skin"                                                                             | 2018 | -                 | -                 | -                 | -                 | -                 | —             | Taemin            |
| "Want"                                                                                      | 2019 | 31                | 10                | 79                | -                 | 5                 | —             | Want              |
| "Famous"                                                                                    | 2019 | -                 | -                 | 35                | -                 | -                 | —             | Famous            |
| "-" biểu thị các bản phát hành không có biểu đồ hoặc không được phát hành trong khu vực đó. |      |                   |                   |                   |                   |                   |               |                   |

### Với tư cách ca sĩ khách mời
| Tiêu đề                                     | Năm  | Thứ hạng cao nhất | Thứ hạng cao nhất | Thứ hạng cao nhất | Doanh số      | Album |
| Tiêu đề                                     | Năm  | HQ                | HQ Hot            | Mỹ World          | Doanh số      | Album |
| ------------------------------------------- | ---- | ----------------- | ----------------- | ----------------- | ------------- | ----- |
| "Trap" (Henry featuring Kyuhyun and Taemin) | 2013 | 28                | 18                | 5                 | - HQ: 366.691 | Trap  |